# In the Arms of a Stranger
In the Arms of a Stranger är ett musikalbum från 1991 av Erika Norberg. Albumet släpptes i en japansk utgåva 1992 med bonusspåret "Emergency", tidigare utgiven på albumet "Cold Winter Night".

## Låtlista
1. "6 AM"
2. "Wake Me Up When the House Is on Fire" (Jack Ponti, Vic Pepe, Jaime Kyle)
3. "Rock Me Into Heaven" (Tortein Bieler, Lars Kilevold)
4. "Games We Play" (Bobby Ljunggren, Håkan Almqvist, Erika Malmsteen)
5. "Easy Come, Easy Go" (Jonas Warnerbring, Erika Malmsteen)
6. "In the Arms of a Stranger" (Håkan Almqvist, Bobby Ljunggren, Erika Malmsteen)
7. "Made of Stone" (Jonas Warnerbring, Erika Malmsteen
8. "Walk into My Heart" (Håkan Almqvist, Bobby Ljunggren, Erika Malmsteen)
9. "Shadows in Rain" (Martin Klaman, Erika Malmsteen)
10. "Danger in Disguise" (Jack Ponti, Vic Pepe)
11. "Fall from Grace" (Jonas Warnerbring, Erika Malmsteen)
12. "Emergency" (Jonas Warnerbring, Erika Norberg, Daddy's Music) (Bonusspår. Endast på den japanska utgåvan)